# Zola Jesus

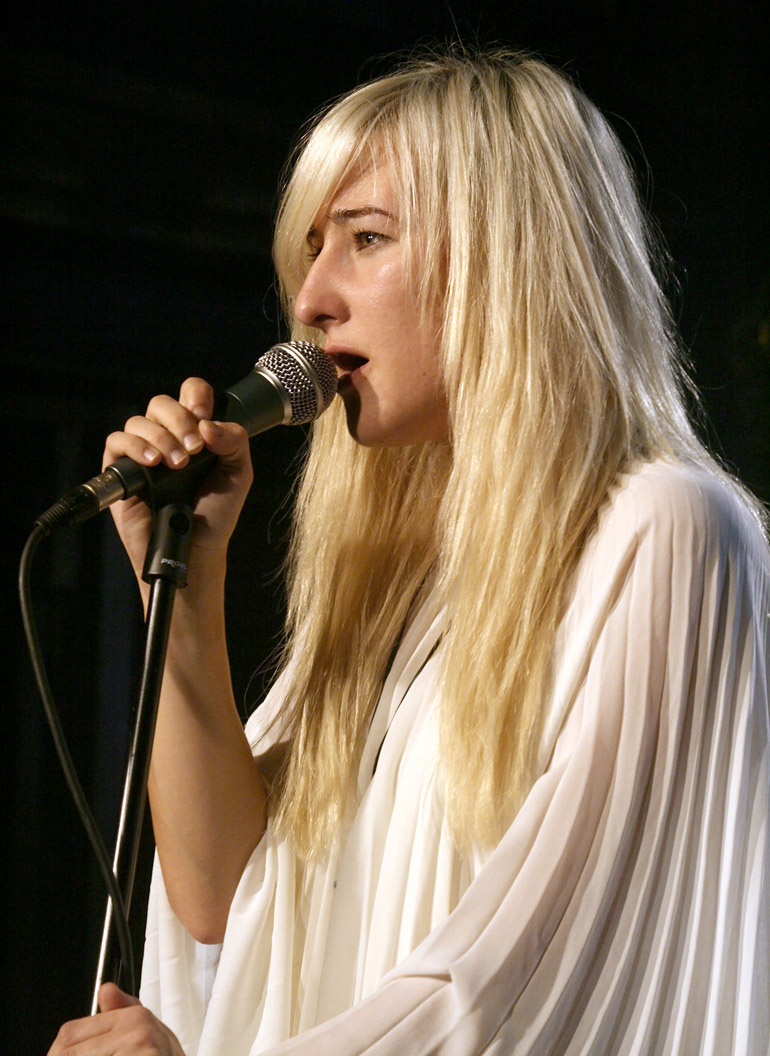
Zola Jesus während ihres Konzerts am Waves Vienna 2011 in Wien

Zola Jesus (* 11. April 1989 in Phoenix (Arizona) als Nika Roza Danilova) ist eine US-amerikanische Singer-Songwriterin und Musikproduzentin.

## Karriere
Danilova nahm im Alter von 16 Jahren erste eigene Songs auf. Zwei Jahre später begann sie unter dem Namen Zola Jesus aufzutreten. Ihre in Operngesang geschulte Stimme verbindet den melancholischen Klang der Popmusik aus den 1960er-Jahren mit Elementen des heutigen Gothic Rock und Dark Wave.
Auf Tournee war sie unter anderem 2010 mit Fever Ray. Nach einem gemeinsamen Auftritt mit J. G. Thirlwell im New Yorker Guggenheim Museum 2012 gab Zola Jesus bekannt, ihre Zusammenarbeit mit ihm fortzusetzen.

## Diskografie

### Alben
- 2009: The Spoils
- 2009: New Amsterdam
- 2010: Stridulum II (Erweiterung zur EP Stridulum)
- 2011: Conatus
- 2013: Versions
- 2014: Taiga
- 2017: Okovi
- 2018: Okovi: Additions
- 2020: Live at Roadburn 2018
- 2022: Arkhon

### EPs
- 2009: Tsar Bomba
- 2009: Valusia
- 2010: Stridulum
- 2022: Into The Wild